# Виа Пургаторио
Виа Пургаторио је насеље у Италији у округу Ређо ди Калабрија, региону Калабрија.
Према процени из 2011. у насељу је живело 75 становника. Насеље се налази на надморској висини од 630 м.